# 达浦生

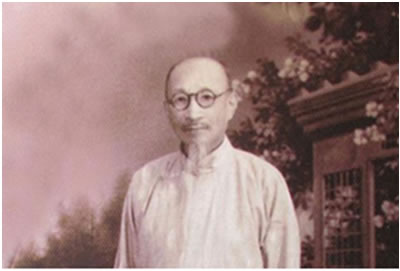
达浦生

达浦生（1874年—1965年6月21日），原名凤轩，经名奴尔·穆罕默德，男，江苏六合（今南京市六合区）人，中国伊斯兰教学者、阿訇。钦察人后人。

## 生平
达浦生幼时曾在六合南寺、常巷清真寺学习，后在北京牛街清真寺王浩然阿訇处当海里凡。回乡后建立回民广益小学。1905年，代理牛街礼拜寺教长。1907年，任牛街礼拜寺回文师范学堂校长。中华民国成立后，他前往兰州，时任甘肃提学使马邻翼任命其为甘肃省回民劝学所所长兼省视学。1920年左右到上海，在回商办的协兴公司任职，还曾任福佑路清真寺教长。1928年，他与马福祥创立上海伊斯兰师范学校并任校长（马福祥为董事长）。
抗日战争期间，他前往埃及、沙特阿拉伯、印度等地，争取国际舆论支持中国抗日，并撰写了《告全世界穆斯林书》。回国后，将原上海伊斯兰师范学校迁往平凉，改为平凉伊斯兰师范学校（后又改为国立陇东师范学校）并继任校长。1941年前往重庆，出任国民参政会参政员。其后，又尝在宝鸡、张家川、西安、南京、上海等地居住。中华人民共和国成立后，曾担任过第一、二届朝觐团团长、中国伊斯兰教协会副主任、中央民族事务委员会委员、全国人大代表、全国政协常委、中国伊斯兰教经学院院长等职。1965年在北京归真。